# Semifusa
Nella notazione musicale, una semifusa o duecentocinquantaseiesimo è un valore musicale eseguito con la durata pari a 1256 del valore dell'intero.

Nota

## Rappresentazione
Questa nota viene rappresentata con la "testa" fatta con un pallino nero e sei codette sull'asticella verticale, rappresentata a sinistra se rivolta verso il basso o a destra in caso contrario.

## Utilizzi
Come la fusa è una nota molto rara, utilizzata soltanto in alcuni movimenti per indicare delle scale musicali estremamente veloci. Se ne trovano degli esempi nel Concerto per pianoforte e orchestra n. 3 di Beethoven, nella quinta sonata per pianoforte di Jan Ladislav Dussek, in alcuni concerti di Vivaldi e in alcune variazioni di Mozart.